# Fabrice Anthamatten
Fabrice Michel Claude Anthamatten (* 22. Juli 1974 in Paris) ist ein französisch-schweizerischer Krimineller.

## Abgeurteilte Fälle
Im August 1999 bedrohte Anthamatten im französischen Ferney-Voltaire in der Nähe von Genf eine französische Touristin mit einem Messer, legte ihr Handschellen an und vergewaltigte sie. Er wurde zu 18 Monaten Haft verurteilt, wogegen der Staatsanwalt Berufung einlegte. Im August 2001, bevor es zum Berufungsprozess kommen konnte, vergewaltigte er eine zweite Frau in Ferney-Voltaire. Auch dieses Mal bedrohte er das Opfer mit einem Messer und legte es in Handschellen. Anschliessend stahl er der Frau 2500 Franc. «Zuerst hatte ich nicht die Absicht sie zu vergewaltigen, sondern sie nur zu bestehlen», sagte Anthamatten im Prozess aus. Dann sei er mit der Frau jedoch an denselben Ort gefahren, wo er wenige Jahre zuvor sein erstes Opfer vergewaltigt hatte und «die Geschichte ist hochgekommen».
Mit dem gestohlenen Geld reiste Anthamatten nach Dublin, wo er Freunde hatte. Anschliessend kehrte er nach Frankreich zurück, um der Fremdenlegion beizutreten. Im Oktober 2001 wurde er wegen seiner ersten Vergewaltigung zu fünf Jahren Gefängnis verurteilt. 2003 erhielt er 15 Jahre für seine zweite. «Im Gegensatz zu meiner ersten Vergewaltigung hatte ich keine Präservative dabei», sagte er dem Gericht. «Es ist so, seit meinem ersten Delikt habe ich eine grosse Vergewaltigungsfantasie. Es ist jedes Mal ein guter Trip.»
Den ersten Teil seiner insgesamt 20-jährigen Haftstrafe sass er in einem Gefängnis in Frankreich ab. 2008 wurde ein Gesuch um Überführung in die Schweiz bewilligt, weil Anthamatten französisch-schweizerischer Doppelbürger ist.

## Tat von Versoix
Aufgrund eines Gutachtens seines behandelnden Psychiaters wurden ihm begleitete Freigänge gestattet. Sein erster Freigang fand am 3. September 2013 statt. Bei seinem zweiten Freigang am 12. September 2013 sollte er in Begleitung seiner Sozialtherapeutin Adeline M. an einer Reittherapie teilnehmen. Vorher durfte er ein Messer kaufen, angeblich zur Hufpflege. Eine Polizeisuche wurde ausgelöst, nachdem beide nicht in das Gefängnis Champ-Dollon im Kanton Genf zurückgekehrt waren. Am 13. September wurde die Leiche der Sozialtherapeutin in Versoix bei Genf aufgefunden.
Nach dem Fund der Leiche wurden bis auf weiteres alle Freigänge in Genfer Haftanstalten suspendiert. Nach Anthamatten wurde via Interpol international gesucht. Laut der französischen Gerichtspsychiaterin und Professorin der Universität Lyon, Liliane Daligand, die Anthamatten anlässlich des zweiten Gerichtsprozesses begutachtete, sei die Wiederholungsgefahr sehr gross. Er werde erneut töten, wenn man ihn nicht so rasch wie möglich finde.
Nach einer viertägigen Fahndung wurde er am 15. September 2013 an der deutsch-polnischen Grenze gefasst, nachdem deutschen Bundesbeamten zufällig das zur Fahndung ausgeschriebene Auto Anthamattens aufgefallen war. Laut Aussagen seiner Mitgefangenen war Anthamatten auf dem Weg nach Polen, um seine Ex-Freundin zu töten.
Medienberichten zufolge soll er den Mord an Adeline M. gegenüber der Polizei gestanden haben. Für Anthamatten wurde eine 40-tägige Untersuchungshaft und seine Auslieferung von Polen in die Schweiz angefordert. Im Dezember 2013 wurde er an die Schweiz ausgeliefert.

## Reaktionen
In der Schweiz löste der Fall Empörung aus. Kritik wurde vor allem daran geübt, dass ein als brutal eingestufter Vergewaltiger Freigang erhielt und obendrein lediglich in Begleitung einer Sozialtherapeutin an einer Reittherapie teilnehmen durfte.
Anthamattens Therapeutin Adeline M. (34) hatte bereits mehr als 200 Freigänge von Häftlingen begleitet. Sie war Mutter einer acht Monate alten Tochter und hatte ihren Job kürzlich aus Sorge um ihr Kind gekündigt.
«Unser Justizsystem kümmert sich zu sehr um die Täter. Sie erhalten viel Aufmerksamkeit und Pflege», sagte die Sicherheitsdirektorin des an Genf angrenzenden Kantons Waadt, Jacqueline de Quattro. Es könne nicht angehen, dass ein verurteilter Gewaltstraftäter Jahre vor seiner Entlassung Ausflüge aus dem Gefängnis macht.
Von Kriminologen und Psychologen wurde kritisiert, dass kein unabhängiges psychiatrisches Gutachten angefordert wurde, um die von Anthamatten ausgehende Gefahr einzuschätzen. Obwohl nur die Beurteilung durch seinen behandelnden Psychiater vorlag, wurde Anthamatten Freigang gewährt. Nach Auffassung des Leiters der psychiatrischen Abteilung des Universitätsspitals Genf benötigt eine psychiatrische Expertise im eigentlichen Sinne eine externe Sicht, um objektiver zu sein.

## Prozess zum Mord von Versoix und Urteil
Im November 2015 sprachen sich psychiatrische Gerichtsgutachter gegen eine lebenslängliche Verwahrung des Täters aus, empfahlen aber für die Zeit nach Abbüssen der Haftstrafe eine ordentliche Verwahrung, die regelmässig überprüft werden kann.
Im Mai 2017 wurde er in allen Anklagepunkten schuldig gesprochen. Das Genfer Strafgericht verurteilte ihn wegen Mordes, Freiheitsberaubung, sexueller Nötigung und Diebstahls. Das Gericht verhängte neben einer lebenslänglichen Freiheitsstrafe auch eine ordentliche Verwahrung.

## Zeit nach dem Urteil
Im Jahr 2023 gelang es ihm, aus dem Gefängnis heraus eine Frau zu belästigen.